# شان یینگ
شان یینگ (انگلیسی: Shan Ying؛ زادهٔ ۷ اوت ۱۹۷۸) شناگر اهل چین است.
وی در مسابقات کشوری و بین‌المللی در مجموع برندهٔ ۲ مدال طلا، ۱ مدال نقره، ۳ مدال برنز شده‌است.